# ماریکه فان دورن
ماریکه فان دورن (انگلیسی: Marieke van Doorn؛ زادهٔ ۱۵ ژوئن ۱۹۶۰) بازیکن هاکی روی چمن اهل هلند بود.